# Osteocephalus oophagus
A Osteocephalus oophagus a kétéltűek (Amphibia) osztályának békák (Anura) rendjébe és a levelibéka-félék (Hylidae) családjába tartozó faj.

## Előfordulása
A faj Brazíliában, Kolumbiában, Francia Guyanában és valószínűleg Suriname-ban él. Természetes élőhelye a szubtrópusi vagy trópusi nedves síkvidéki erdők. Megfigyelések szerint bufotenint képes kiválasztani.